# Henri-Lambert de Thibouville
Henri-Lambert d'Herbigny, marqués de Thibouville (1710-1784) fue un escritor e intelectual francés.

## Biografía
Nacido en París, era hijo de un consejero de Estado. Siguió la vía de las armas, donde obtuvo el grado de maestre de campo en el regimiento de dragones de la reina. Abandonó la carrera por la de letras y entabló amistad con Voltaire, con el que mantuvo una asidua correspondencia: se han conservado más de cincuenta cartas dirigidas por Voltaire a Thibouville. Su gusto por el teatro y la declamación le llevaron a servir a Voltaire como intermediario con los actores que actuaban en las obras del maestro y, a veces, también con los editores de sus publicaciones.

## Obra
La reputación de Thibouville se basaba más sobre su inteligencia que sobre su talento y sus obras han sido poco estimadas. De todas formas dejó:
- Thélamine, tragedia, 1739;
- L'École de l'Amitié («La escuela de la amistad»), novela, 1757;
- Le Danger des passions, ou anectodotes syriennes et égyptiennes («El peligro de las pasiones o anécdotas sirias y egipcias»), 1758;
- Réponses d'Abeilard à Héloïse («Respuestas de Abelardo a Eloisa»), 1758;
- Namir, tragedia, 1759;[1]
- Qui ne risque rien n'a rien («Quien nada arriesga nada tiene»), 1772;
- Plus heureux («Más feliz»), 1772.

## Homosexualidad
Su notoria homosexualidad no le impidió casarse en 1731 con Louise-Élisabeth de Rochechouart, e incluso tomar una amante, Mélanie de Laballe, lo que no convenció a los bromistas que extendieron el epigrama,

Agnès, débutant dans le monde, 

Prétendait avoir des amants; 

Mais d’avoir la panse un peu ronde 

Lui déplaisait, à quatorze ans. 

« Ah! ménagez du moins ma taille, 

Disait-elle à certain marquis. — 

Le propos, dit-il, est exquis! 

Suis-je né parmi la canaille! 

Sur moi vous pouvez faire fond: 

Vous connaîtrez, jeune merveille, 

Que jamais enfants ne se font 

Ni parle c.. ni par l’oreille.
Agnès, debutando en el mundo,

pretendía tener amantes; 

Pero tener la panza un tanto redonda,

Le disgustaba, a los catorce años.

«¡Ah! cuidad por lo menos de mi talla, 

Decía a cierto marqués. — 

¡El propósito, dijo él, es exquisito!

¡He nacido entre los canallas!

Podeis confiar en mí:

Sabréis, joven maravilla,

Que jamás se han hecho niños

Ni por el c.. ni por la oreja.

El mismo Voltaire, en sus primeras ediciones de La Pucelle d'Orléans (La doncella de Orleans), había unido su nombre al del duque de Villars, acusado también de ser homosexual en los versos siguientes:

Tels on a vu Thibouville et Villars,

Imitateurs du premier des Césars,

Tout enflammés du feu qui les possède,

Tête baissée attendre un Nicomède;

Et seconder, par de fréquents écarts,

Les vaillants coups de leurs laquais picards.
Estos fueron vistos, Thibouville y Villars,

Imitatadores del primero de los Césares,

Totalmente inflamados por el fuego que les posee,

Cabizbajo esperar un Nicomedes;

Y en segundo lugar, por las frecuentes brechas,

Los golpes poderosos de sus lacayos pícaros.

Voltaire negó en una carta dirigida a Thibouville ser el autor real de esos versos, pero Voltaire tenía costumbre de hacer ese tipo de negaciones obligadas.